# 1-ша аеромобільна дивізія (Україна)
1-ша аеромобі́льна диві́зія (1 АеМД, в/ч А0220) — елітне з'єднання аеромобільних військ Збройних Сил України, що існувало у 1993—2003 роках. Дивізія була створена на основі підрозділів 98-ї повітряно-десантної дивізії ПДВ Радянського Союзу, і дислокувалася на території Одеської області.
Дивізія в 2003 році була перетворена в Тактичну групу «Південь» і надалі розформована.

## Історія
Відповідно до наказу МО України від 5 травня 1993 року в місті Болград Одеської області на базі 98-ї гвардійської повітрянодесантної дивізії Радянської армії почато формування 1-ї аеромобільної дивізії Збройних сил України.
На базі 217-го гвардійського парашутно-десантного полку зі складу 98 гв. ПДД формувалася 25-та повітрянодесантна бригада. На базі 299-го гвардійського парашутно-десантного полку відповідно — 45-та аеромобільна бригада.
5 червня 1993 року особовий склад 1-ї аеромобільної дивізії склав присягу на вірність народу України.
1 грудня 1993 року формування 1-ї аеромобільної дивізії було закінчено.
В 1997 році 28-й окремий навчальний аеромобільний батальйон передали до складу 40-ї аеромобільної бригади і передислокували в Миколаїв.
В 2001 році до складу дивізії ввійшла 27-ма окрема механізована бригада (м. Білгород-Дністровський).
В період з травня по липень 2002 року 25-та повітрянодесантна бригада 1-ї аеромобільної дивізії була передислокована в смт Гвардійське Новомосковського району Дніпропетровської області.
2003 у зв'язку з проведенням організаційних заходів щодо скорочення Збройних Сил України 1-ша аеромобільна дивізія розформована.

## Структура
Станом на 1 червня 1993 року 1-ша аеромобільна дивізія мала у своєму складі:
- 25-та повітрянодесантна бригада (м.Болград, Одеська область);
- 45-та аеромобільна бригада (м. Болград, Одеська область)
- 27-ма окрема механізована бригада (Білгород-Дністровський, з 2001 року)
- 91-й артилерійський полк (Веселий Кут, Арцизький район)
- 5-й окремий протитанковий дивізіон (Болград)
- 615-й окремий зенітний ракетно-артилерійський дивізіон (Болград)
- окремий батальйон розвідки та РЕБ (Болград)
- 32-й окремий батальйон зв'язку (Болград)
- 95-й окремий інженерний батальйон (Болград)
- 857-й окремий батальйон десантного забезпечення (Болград)
- 160-й окремий батальйон матеріального забезпечення (Болград)
- 25-та окрема рота РХБ захисту
- комендантська рота

## Командири
- 04.1993—02.1999: генерал-майор Бабіч Олег Іванович[2]
- 1998—2002: генерал-майор Кулієв Шаміль Магомедович[3]
- 2002—2003: полковник Горбенко Артур Іванович

## Зовнішні джерела
- ВДВ
- Аэромобильные войска Украины: в идеале и на практике. [Архівовано 21 грудня 2012 у Archive.is]